# انجمن مستقل هواداران باشگاه فوتبال منچستر یونایتد
انجمن مستقل هواداران باشگاه فوتبال منچستر یونایتد (به انگلیسی: Independent Manchester United Supporters Association و به اختصار IMUSA) سازمانی مرتبط با باشگاه منچستر یونایتد است که در انگلیس و شهر منچستر واقع می‌باشد.
این گروه کاملاً مستقل می‌باشد.هدف اصلی آن دفاع از حقوق هواداران باشگاه و تسهیل ارتباط بین مردم و مدیران باشگاه می‌باشد.این گروه در آوریل ۱۹۹۵ و برای اعتراض به سیاست‌های باشگاه ایجاد شد.
هم‌چنین این تشکیلات یکی از مخالفین اصلی مالکیت گلیزرها بر باشگاه منچستر یونایتد می‌باشد.